# La Libertad (Francisco Morazán)
Pour les articles homonymes, voir La Libertad.
La Libertad est une municipalité du Honduras, située dans le département de Francisco Morazán.

## Composition
Fondée en 1864, la municipalité de La Libertad comprend comprend 3 villages et 31 hameaux.
| Code   | Villages                                   |
| ------ | ------------------------------------------ |
| 080701 | La Libertad (chef-lieu de la municipalité) |
| 080702 | El Pedrero                                 |
| 080703 | Quebrachal                                 |

## Source de la traduction
- (es) Cet article est partiellement ou en totalité issu de l’article de Wikipédia en espagnol intitulé « La Libertad (Francisco Morazán) » (voir la liste des auteurs).